# Lista de prémios e nomeações recebidos por Glee
Glee é uma série de televisão musical norte-americana de dramédia que vai ao ar na Fox Broadcasting Company, ou simplesmente FOX, desde 19 de Maio de 2009. Foi nomeada para uma variedade de prémios diferentes incluindo vinte Emmy Awards, tendo vencido quatro, onze Satellite Awards, tendo vencido cinco, nove Golden Globe Awards, tendo vencido quatro, dezasseis Teen Choice Awards, tendo vencido três, três Writers Guild of America Awards, e três Directors Guild of America Awards. Entre as vitórias da série, encontram-se um Satellite Award para Melhor Série de Televisão - Musical ou Comédia, um Screen Actors Guild Award para Melhor Performance de Elenco em Série de Comédia, e um People's Choice Award para Nova Comédia da TV Favorita.
Vários diferentes actores de Glee receberam nomeações. Jane Lynch, Matthew Morrison, Lea Michele e Chris Colfer ganharam Satellite Awards e foram nomeados para um Golden Globe e um Emmy. Lynch foi nomeada para nove prémios individuais, tendo vencido cinco, mais do que qualquer membro do elenco, enquanto que Michele tem sete nomeações e duas vitórias. Vários membros da equipa também foram nomeados para os prémios, com o criador da série, Ryan Murphy, foi nomeado a três Writers Guild of America Awards e dois Directors Guild of America Awards.
Até 19 de março de 2025, Glee foi nomeado para mais de 100 prémios, dos quais ganhou mais de 60.

## ACE Eddie Awards
| Ano  | Categoria                                                   | Candidato(s) | Episódio               | Resultado |
| ---- | ----------------------------------------------------------- | ------------ | ---------------------- | --------- |
| 2010 | Melhor Edição em Série de Uma-Hora para Televisão Comercial |              | "Journey to Regionals" | Nomeado   |

## AFI Awards
| Ano  | Categoria                    | Candidato(s) | Resultado |
| ---- | ---------------------------- | ------------ | --------- |
| 2009 | Programa da Televisão do Ano | Glee         | Venceu    |
| 2010 | Programa da Televisão do Ano | Glee         | Venceu    |

## AfterEllen.com e AfterElton.com Awards

### Lesbian/Bi People's Choice
| Ano  | Categoria                       | Candidato(s)   | Resultado |
| ---- | ------------------------------- | -------------- | --------- |
| 2010 | Estrela Feminina da TV Favorita | Jane Lynch     | Venceu    |
| 2010 | Novo Show Favorito              | Glee           | Venceu    |
| 2010 | Duo Musical ou Grupo Favorito   | Elenco de Glee | Nomeado   |

### Gay People's Choice Awards
| Ano  | Categoria                             | Candidato(s)    | Resultado |
| ---- | ------------------------------------- | --------------- | --------- |
| 2010 | Novo Show Favorito                    | Glee            | Venceu    |
| 2010 | Actor Revelação Favorito              | Michael Douglas | Venceu    |
| 2010 | Actriz Revelação Favorita             | Lea Michele     | Venceu    |
| 2010 | Melhor Performance de um Elenco da TV | Elenco de Glee  | Venceu    |
| 2010 | Duo Musical ou Grupo Favorito         | Elenco de Glee  | Venceu    |

### AfterEllen.com Visibility Awards
| Ano  | Categoria                        | Candidato(s)                    | Resultado |
| ---- | -------------------------------- | ------------------------------- | --------- |
| 2010 | Comédia da TV Favorita           | Glee                            | Venceu    |
| 2010 | Actriz da TV Favorita            | Naya Rivera                     | Nomeado   |
| 2010 | Actriz da TV Favorita            | Jane Lynch                      | Nomeado   |
| 2010 | Casal Lésbico Ficcional Favorito | Brittany Pierce e Santana Lopez | Nomeado   |

### AfterElton.com Visibility Awards
| Ano  | Categoria                | Candidato(s)                   | Resultado |
| ---- | ------------------------ | ------------------------------ | --------- |
| 2010 | Comédia da TV Favorita   | Glee                           | Venceu    |
| 2010 | Actor da TV Favorito     | Chris Colfer                   | Venceu    |
| 2010 | Casal da TV Favorito     | Kurt Hummel e Blaine Anderson  | Venceu    |
| 2010 | Melhor Momento Gay do An | Performance de "Teenage Dream" | Nomeado   |
| 2010 | Vídeo Musical Favorito   | "Teenage Dream"                | Nomeado   |

## American Music Awards
| Ano  | Categoria      | Candidato(s)                           | Resultado |
| ---- | -------------- | -------------------------------------- | --------- |
| 2010 | Álbum Favorito | Glee: The Music, Volume 3 Showstoppers | Venceu    |

## Art Directors Guild Awards
| Ano  | Categoria                                  | Candidato(s) | Episódio | Resultado |
| ---- | ------------------------------------------ | ------------ | -------- | --------- |
| 2009 | Melhor Série de Single Camera da Televisão | Mark Hutman  | "Pilot"  | Nomeado   |

## Artios Awards
| Ano  | Categoria                     | Candidato(s) | Episódio                                                   | Resultado |
| ---- | ----------------------------- | ------------ | ---------------------------------------------------------- | --------- |
| 2009 | Piloto da Televisão — Comédia | "Pilot"      | Robert J. Ulrich, Eric Dawson, Carol Kritzer, Jim Carnahan | Venceu    |

## BAFTA Awards
| Ano  | Categoria                      | Candidato(s) | Resultado |
| ---- | ------------------------------ | ------------ | --------- |
| 2010 | Prémio de Audiência do YouTube | Glee         | Nomeado   |
| 2011 | Show Internacional da TV       | Glee         | Nomeado   |

## BRIT Awards
| Ano  | Categoria                       | Candidato(s)   | Resultado |
| ---- | ------------------------------- | -------------- | --------- |
| 2011 | Artista Internacional Revelação | Elenco de Glee | Nomeado   |

## Costume Designers Guild Awards
| Ano  | Categoria                               | Candidato(s)              | Resultado |
| ---- | --------------------------------------- | ------------------------- | --------- |
| 2010 | Melhor Série de Televisão Contemporânea | Lou Eyrich                | Venceu    |
| 2011 | Melhor Série de Televisão Contemporânea | Lou Eyrich                | Venceu    |
| 2012 | Melhor Série de Televisão Contemporânea | Lou Eyrich e Jennifer Eve | Pendente  |

## Cinema Audio Society Awards
| Ano  | Categoria                                                     | Candidato(s)                                        | Episódio               | Resultado |
| ---- | ------------------------------------------------------------- | --------------------------------------------------- | ---------------------- | --------- |
| 2009 | Melhor Realização em Mixagem de Som em uma Série de Televisão | Phillip W. Palmer, Joseph H. Earle Jr., Doug Andham | "Wheels"               | Nomeado   |
| 2010 | Melhor Realização em Mixagem de Som em uma Série de Televisão | Phillip W. Palmer, Joseph H. Earle Jr., Doug Andham | "The Power of Madonna" | Nomeado   |

## The Comedy Awards
| Ano  | Categoria                         | Candidato(s) | Resultado |
| ---- | --------------------------------- | ------------ | --------- |
| 2011 | Melhor Actriz em Série de Comédia | Jane Lynch   | Nomeado   |

## Directors Guild of America Awards
| Ano  | Categoria                          | Candidato(s)  | Episódio | Resultado |
| ---- | ---------------------------------- | ------------- | -------- | --------- |
| 2009 | Melhor Direção em Série de Comédia | Paris Barclay | "Wheels" | Nomeado   |
| 2009 | Melhor Direção em Série de Comédia | Ryan Murphy   | "Pilot"  | Nomeado   |

## Diversity Awards
| Ano  | Categoria                              | Candidato(s)   | Resultado |
| ---- | -------------------------------------- | -------------- | --------- |
| 2009 | Performance de um Elenco Novo Favorita | Elenco de Glee | Venceu    |

## Dorian Awards

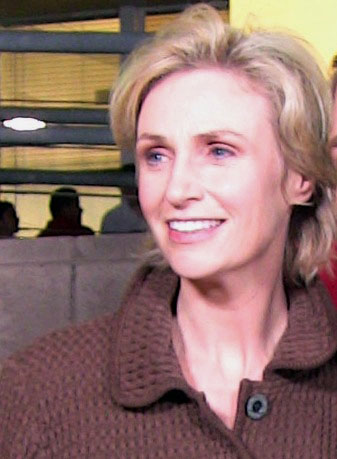
Jane Lynch venceu Dorian Awards em 2010 e 2011.

Os Dorian Awards são premiados pela Gay and Lesbian Entertainment Critics Association, publicados pelos crítico televisivo da US Weekly, John Griffiths, em 2010. Alem de focarem-se em conteúdo gay, eles têm a intenção de reflectir o interesse gay. No ano inaugural dos prémios, Glee venceu em três categorias. Venceu quatro categorias em 2011, com "Performance de Comédia da TV do Ano" resultando em um empate entre Chris Colfer e Jane Lynch.
| Ano  | Categoria                                    | Candidato(s) | Resultado |
| ---- | -------------------------------------------- | ------------ | --------- |
| 2010 | Musical da TV ou Comédia do Ano              | Glee         | Venceu    |
| 2010 | Show da TV Campy do Ano                      | Glee         | Venceu    |
| 2010 | Performance da TV do Ano: Musical ou Comédia | Jane Lynch   | Venceu    |
| 2011 | Musical ou Comédia da TV do Ano              | Glee         | Venceu    |
| 2011 | Show da TV de Tema LGBT do Ano               | Glee         | Venceu    |
| 2011 | Performance de Comédia da TV do Ano          | Chris Colfer | Venceu    |
| 2011 | Performance de Comédia da TV do Ano          | Jane Lynch   | Venceu    |
| 2011 | We're Wilde About You Rising Star Award      | Darren Criss | Venceu    |
| 2012 | Musical ou Comédia da TV do Ano              | Glee         | Venceu    |

## Emmy Awards

### Primetime Emmy Awards

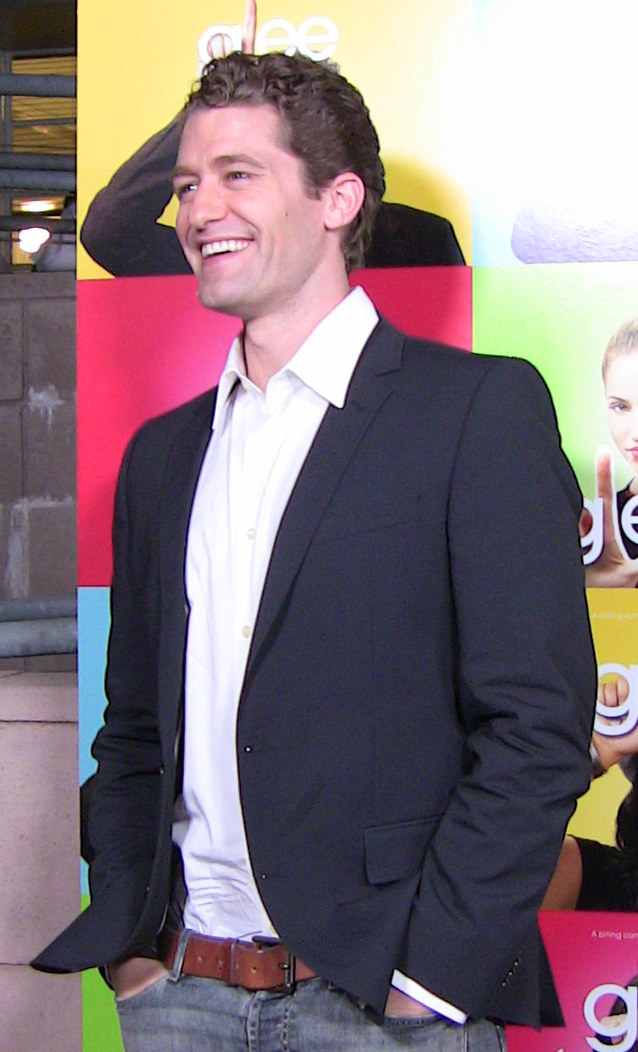
Matthew Morrison foi nomeado para "Melhor Actor em Série de Comédia" nos Primetime Emmy Awards de 2010.

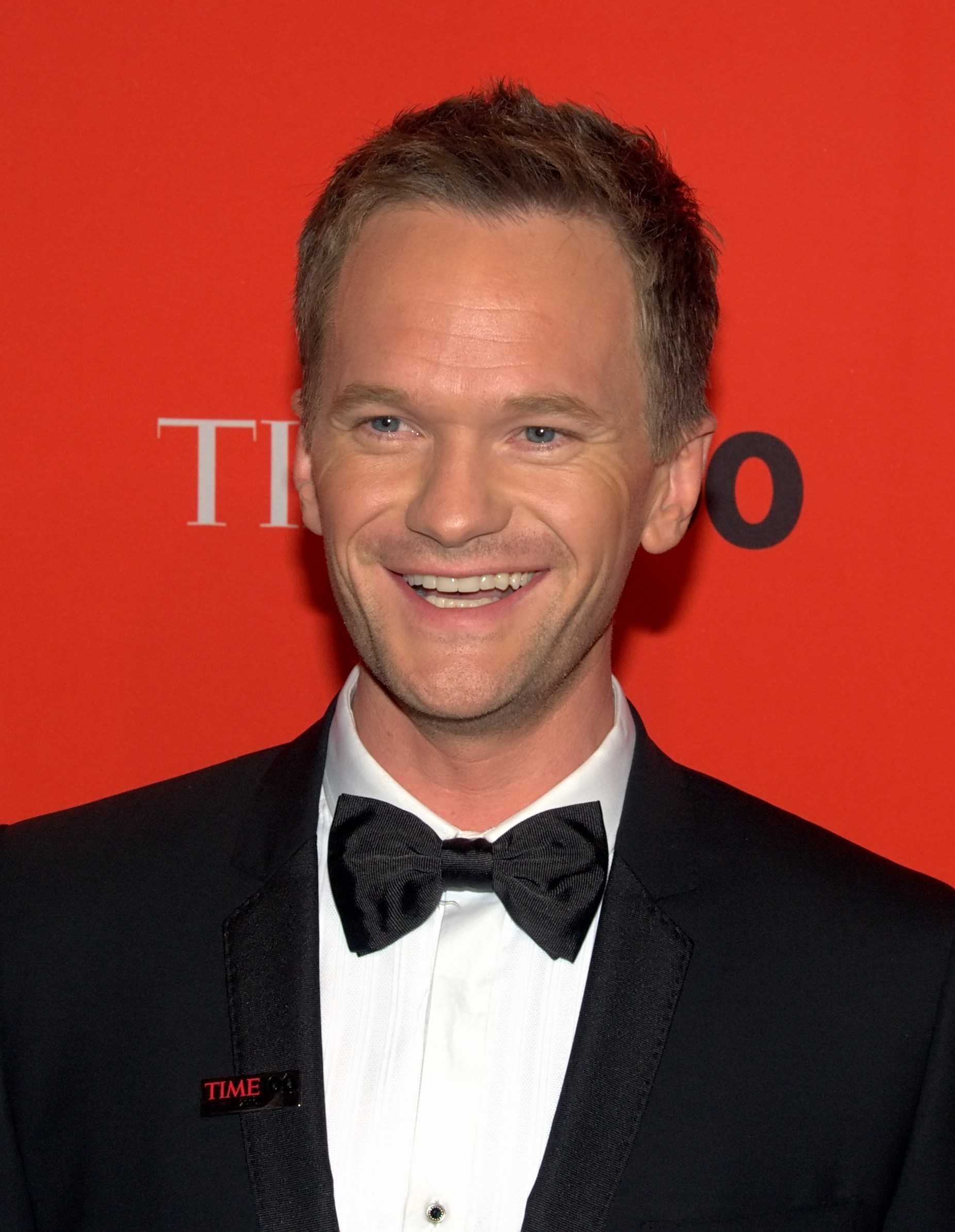
Neil Patrick Harris venceu o prémio de "Melhor Actor Convidado numa Série de Comédia" pelo seu papel como inimigo de Will no episódio da primeira temporada, "Dream On".

| Ano  | Categoria                                     | Candidato(s)                           | Episódio               | Resultado |
| ---- | --------------------------------------------- | -------------------------------------- | ---------------------- | --------- |
| 2010 | Melhor Actor em Série de Comédia              | Matthew Morrison                       | "Mash-Up"              | Nomeado   |
| 2010 | Melhor Actriz em Série de Comédia             | Lea Michele                            | "Sectionals"           | Nomeado   |
| 2010 | Melhor Actor Secundário em Série de Comédia   | Chris Colfer                           | "Laryngitis"           | Nomeado   |
| 2010 | Melhor Actriz Secundária em Série de Comédia  | Jane Lynch                             | "The Power of Madonna" | Venceu    |
| 2010 | Melhor Actor Convidado numa Série de Comédia  | Neil Patrick Harris                    | "Dream On"             | Venceu    |
| 2010 | Melhor Actor Convidado numa Série de Comédia  | Mike O'Malley                          | "Wheels"               | Nomeado   |
| 2010 | Melhor Actriz Convidada numa Série de Comédia | Kristin Chenoweth                      | "The Rhodes Not Taken" | Nomeado   |
| 2010 | Melhor Série de Comédia                       | ver abaixo                             |                        | Nomeado   |
| 2010 | Melhor Escrita em Série de Comédia            | Ryan Murphy, Brad Falchuk, Ian Brennan | "Pilot"                | Nomeado   |
| 2010 | Melhor Director de Série de Comédia           | Ryan Murphy                            | "Pilot"                | Venceu    |
| 2010 | Melhor Director de Série de Comédia           | Paris Barclay                          | "Wheels"               | Nomeado   |
| 2011 | Melhor Série de Comédia                       | Ver abaixo                             |                        | Nomeado   |
| 2011 | Melhor Actor Secundário em Série de Comédia   | Chris Colfer                           | "Grilled Cheesus"      | Nomeado   |
| 2011 | Melhor Actriz Secundária em Série de Comédia  | Jane Lynch                             | "Funeral"              | Nomeado   |
| 2011 | Melhor Actriz Convidada numa Série de Comédia | Kristin Chenoweth                      | "Rumours"              | Nomeado   |
| 2011 | Melhor Actriz Convidada numa Série de Comédia | Gwyneth Paltrow                        | "The Substitute"       | Venceu    |
| 2011 | Melhor Actriz Convidada numa Série de Comédia | Dot-Marie Jones                        | "Never Been Kissed"    | Nomeado   |
| 2012 | Melhor Actriz Convidada numa Série de Comédia | Dot-Marie Jones                        | "Choke"                | Nomeado   |

↑Candidatos para "Melhor Série de Comédia" em 2010  Ryan Murphy, Brad Falchuk, Ian Brennan, Dante Di Loreto, Brad Buecker, Alexis Martin Woodall, Kenneth Silverstein
↑Candidatos para "Melhor Série de Comédia" em 2011  Ryan Murphy, Brad Falchuk, Ian Brennan, Dante Di Loreto, Brad Buecker, Alexis Martin Woodall, Kenneth Silverstein

### Creative Arts Emmy Awards
| Ano  | Categoria                                                                     | Candidato(s) | Episódio                     | Resultado |
| ---- | ----------------------------------------------------------------------------- | --- | ---------------------------- | --------- |
| 2010 | Melhor Direcção de Arte em uma Série de Single-Camera                         | Mark Hutman, Christopher Brown, Barbara Munch                                                                                | "Pilot"                      | Nomeado   |
| 2010 | Melhor Elenco de Série de Comédia                                             | ver abaixo |                              | Nomeado   |
| 2010 | Melhor Cabeleleiro em uma Série de Single-Camera                              | ver abaixo | "Hairography"                | Nomeado   |
| 2010 | Melhor Cabeleleiro em uma Série de Single-Camera                              | ver abaixo | "The Power of Madonna"       | Nomeado   |
| 2010 | Melhor Roupa em uma Série                                                     | Lou A. Eyrich, Marisa Aboitiz                                                                                                | "The Power of Madonna"       | Nomeado   |
| 2010 | Melhor Maquilhagem em uma Série de Single-Camera                              | ver abaixo | "The Power of Madonna"       | Nomeado   |
| 2010 | Melhor Maquilhagem em uma Série de Single-Camera                              | ver abaixo | "Theatricality"              | Nomeado   |
| 2010 | Melhor Realização Criativa em Média Interactiva — Ficção                      | Coincident TV, Fox Broadcasting Company, Glee Hyperpromo And Superfan                                                        |                              | Nomeado   |
| 2010 | Melhor Mixagem de Som para uma Série de Comédia ou Drama (Uma hora)           | Phillip W. Palmer, Doug Andham, Joseph H. Earle                                                                              | "The Power of Madonna"       | Venceu    |
| 2011 | Melhor Elenco de Série de Comédia                                             | ver abaixo |                              | Venceu    |
| 2011 | Melhor Roupa em uma Série                                                     | Lou A. Eyrich, Marisa Aboitiz                                                                                                | "New York"                   | Nomeado   |
| 2011 | Melhor Cabeleleiro em uma Série de Câmara Única                               | Janis Clark, Sterfon Demings, Monte Haught, Susan Zietlow-Maust, Stacy Black                                                 | "The Sue Sylvester Shuffle"  | Nomeado   |
| 2011 | Melhor Maquilhagem Protética para uma Série, Minissérie, Filme ou um Especial | Eryn Krueger Mekash, Jen Greenberg, Kelley Mitchell, Robin Luce, Mike Mekash, Melissa Buell, Christien Tinsley, Hiroshi Yada | "The Sue Sylvester Shuffle"  | Nomeado   |
| 2011 | Melhor Maquilhagem para uma Série de Câmara Única (Não-Protética)             | Eryn Krueger Mekash, Jen Greenberg, Robin Luce, Mike Mekash                                                                  | "The Rocky Horror Glee Show" | Nomeado   |
| 2011 | Melhor Mixagem de Som para uma Série de Comédia ou Drama (Uma hora)           | Phillip W. Palmer, Joseph H. Earle, Doug Andham                                                                              | "The Substitute"             | Nomeado   |
| 2012 | Melhor Cinematografia para Série de Câmara Única                              | Michael Goi | "Asian F"                    | Nomeado   |
| 2012 | Melhor Maquilhagem para Série de Câmara Única                                 | Kelley Mitchell, Jennifer Greenberg, Melissa Buell, Tym Shutchai Buacharern, Paula Jane Hamilton, Darla Albright             | "Yes/No"                     | Nomeado   |

↑Candidatos para "Melhor Elenco de Série de Comédia" em 2010  Robert J. Ulrich, Eric Dawson, Jim Carnahan
↑Candidatos para "Melhor Cabeleleiro em uma Série de Single-Camera" em 2010  Lynda K. Walker, Ann Marie Luddy, Michael Ward, Gina Bonacquisti
↑Candidatos para "Melhor Cabeleleiro em uma Série de Single-Camera" em 2010  Stacey K. Black, Mary G. Stultz, Roxanne N. Sutphen, Gina Bonacquisti
↑Candidatos para "Melhor Maquilhagem em uma Série de Single-Camera" em 2010  Eryn Krueger Mekash, Kelley Mitchell, Jennifer Greenberg, Robin Neal-Luce, Kelcey Fry, Zoe Haywas
↑Candidatos para "Melhor Elenco de Série de Comédia" em 2011  Robert J. Ulrich, Eric Dawson, Jim Carnahan

## GLAAD Media Awards
| Ano  | Categoria               | Candidato(s) | Resultado |
| ---- | ----------------------- | --- | --------- |
| 2010 | Melhor Série de Comédia | Ryan Murphy, Brad Falchuk, Ian Brennan, Dante Di Loreto, Brad Buecker, Alexis Martin Woodall, Kenneth Silverstein | Venceu    |
| 2011 | Melhor Série de Comédia | Ryan Murphy, Brad Falchuk, Ian Brennan, Dante Di Loreto, Brad Buecker, Alexis Martin Woodall, Kenneth Silverstein | Venceu    |
| 2012 | Melhor Série de Comédia | Ryan Murphy, Brad Falchuk, Ian Brennan, Dante Di Loreto, Brad Buecker, Alexis Martin Woodall, Kenneth Silverstein | Nomeado   |
| 2012 | Melhor Reality Show     | The Glee Project                                                                                                  | Nomeado   |

## Golden Globe Awards

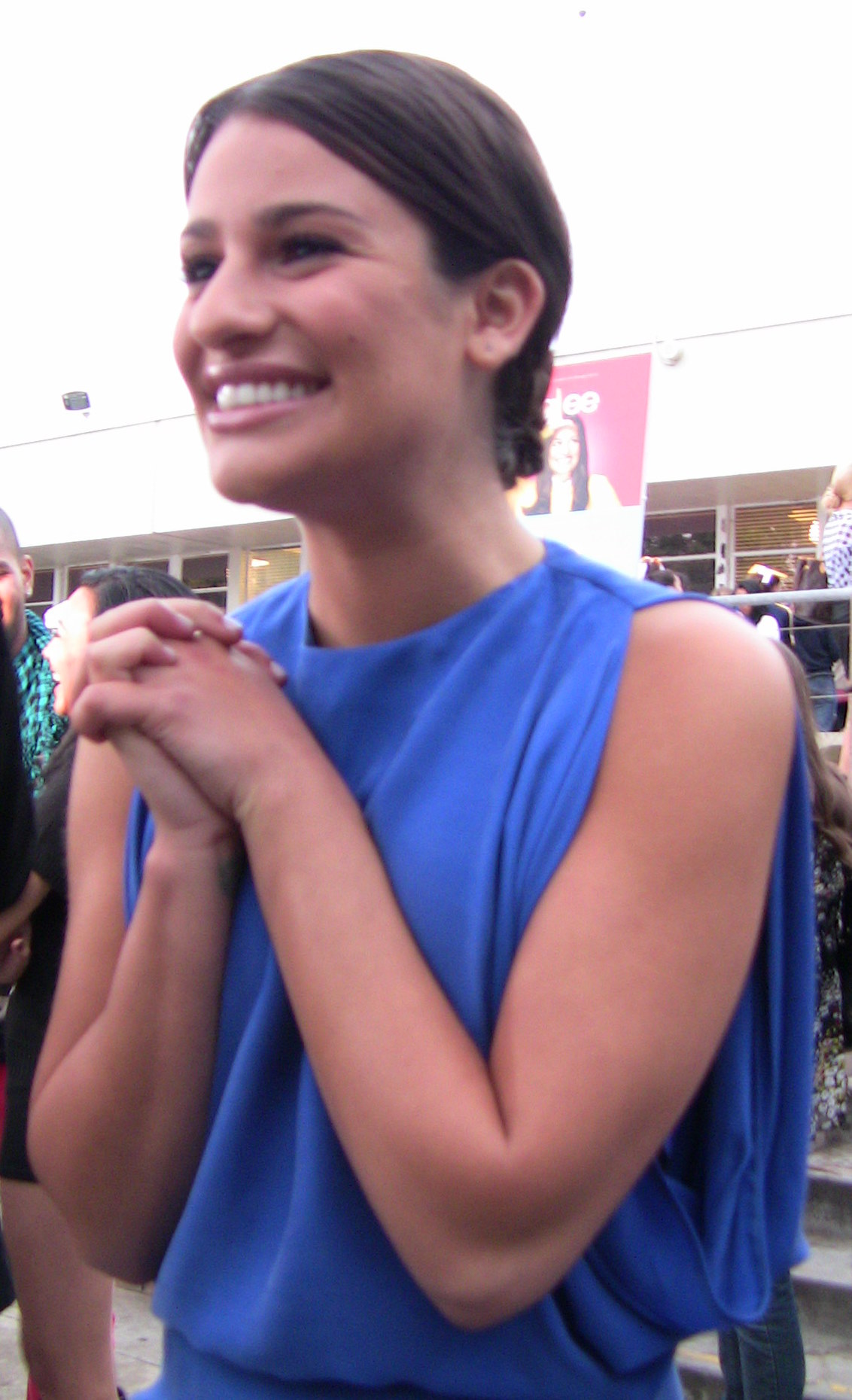
Lea Michele foi nomeada para "Melhor Actriz em Série de Comédia ou Musical" nos Golden Globe Awards de 2010.

Glee ganhou o prémio de Melhor Série de Comédia ou Musical nos Golden Globe Awards de 2010. Lea Michele, Jane Lynch e Matthew Morrison todos receberam nomeações em categorias pelas suas performances. O show foi nomeado para exactamente as mesmas categorias em 2011, com a inclusão de uma nomeação para Chris Colfer para Melhor Actor Secundário.
| Ano  | Categoria                                                        | Candidato(s)     | Resultado |
| ---- | ---------------------------------------------------------------- | ---------------- | --------- |
| 2010 | Melhor Série - Comédia ou Musical                                | ver abaixo       | Venceu    |
| 2010 | Melhor Actor em Série de Comédia ou Musical                      | Matthew Morrison | Nomeado   |
| 2010 | Melhor Actriz em Série de Comédia ou Musical                     | Lea Michele      | Nomeado   |
| 2010 | Melhor Actriz Secundária – Série, Minissérie ou Filme Televisivo | Jane Lynch       | Nomeado   |
| 2011 | Melhor Série - Comédia ou Musical                                | ver abaixo       | Venceu    |
| 2011 | Melhor Actor em Série de Comédia ou Musical                      | Matthew Morrison | Nomeado   |
| 2011 | Melhor Actriz em Série de Comédia ou Musical                     | Lea Michele      | Nomeado   |
| 2011 | Melhor Actriz Secundária – Série, Minissérie ou Filme Televisivo | Jane Lynch       | Venceu    |
| 2011 | Melhor Actor Secundário – Série, Minissérie ou Filme Televisivo  | Chris Colfer     | Venceu    |
| 2012 | Melhor Série - Comédia ou Musical                                |                  | Nomeado   |

↑Candidatos para "Melhor Série - Comédia ou Musical" em 2010  Ryan Murphy, Brad Falchuk, Ian Brennan, Dante Di Loreto, Brad Buecker, Alexis Martin Woodall, Kenneth Silverstein
↑Candidatos para "Melhor Série - Comédia ou Musical" em 2011  Ryan Murphy, Brad Falchuk, Ian Brennan, Dante Di Loreto, Brad Buecker, Alexis Martin Woodall, Kenneth Silverstein

## Golden Reel Awards
| Ano  | Categoria                                                  | Candidato(s) | Episódio               | Resultado |
| ---- | ---------------------------------------------------------- | ------------ | ---------------------- | --------- |
| 2010 | Melhor Edição de Som: Música de Formato Curto na Televisão | David Klotz  | "Pilot"                | Venceu    |
| 2011 | Melhor Edição de Som: Música de Formato Curto na Televisão | David Klotz  | "The Power of Madonna" | Venceu    |
| 2012 | Melhor Edição de Som: Música de Formato Curto na Televisão | David Klotz  | "The First Time"       | Pendente  |

## Grammy Awards
| Ano  | Categoria                                                                                 | Candidato(s)                                  | Resultado |
| ---- | ----------------------------------------------------------------------------------------- | --------------------------------------------- | --------- |
| 2011 | Melhor Performance Pop por um Duo ou Grupo com Vocais                                     | "Don't Stop Believin' (versão das Regionais)" | Nomeado   |
| 2011 | Melhor Álbum de Banda Sonora de Compilação para um Filme, Televisão ou Outra Média Visual | Glee: The Music, Volume 1                     | Nomeado   |
| 2012 | Melhor Compilação de Banda Sonora para Média Visual                                       | Glee: The Music, Volume 4                     | Nomeado   |

## Hollywood Music in Media Awards
| Ano  | Categoria                      | Candidato(s) | Resultado |
| ---- | ------------------------------ | ------------ | --------- |
| 2009 | Melhor Supervisão Musical — TV | PJ Bloom     | Venceu    |

## HPA Awards
| Ano  | Categoria                 | Candidato(s)    | Episódio               | Resultado |
| ---- | ------------------------- | --------------- | ---------------------- | --------- |
| 2010 | Melhor Edição - Televisão | Joe Leonard     | "The Power of Madonna" | Nomeado   |
| 2010 | Melhor Edição - Televisão | Doc Crotzer     | "Dream On"             | Nomeado   |
| 2010 | Melhor Edição - Televisão | Bradley Buecker | "Journey to Regionals" | Nomeado   |
| 2010 | Melhor Som - Televisão    | John Benson     | "Preggers"             | Nomeado   |

## Imagen Awards
| Ano  | Categoria                          | Candidato(s) | Resultado |
| ---- | ---------------------------------- | ------------ | --------- |
| 2010 | Melhor Actriz Secundária/Televisão | Naya Rivera  | Nomeado   |

## Just for Laughs Awards
| Ano  | Categoria                    | Candidato(s)                           | Resultado |
| ---- | ---------------------------- | -------------------------------------- | --------- |
| 2010 | Escritores de Comédia do Ano | Ian Brennan, Brad Falchuk, Ryan Murphy | Venceu    |

## Media Access Awards
| Ano  | Categoria  | Candidato(s)                                 | Resultado |
| ---- | ---------- | -------------------------------------------- | --------- |
| 2010 | Prémio CSA | Robert J. Ulrich, Eric Dawson, Carol Kritzer | Venceu    |

## NAACP Image Awards
| Ano  | Categoria                                        | Candidato(s) | Resultado |
| ---- | ------------------------------------------------ | --- | --------- |
| 2010 | Melhor Série de Comédia                          | Ryan Murphy, Brad Falchuk, Ian Brennan, Dante Di Loreto, Brad Buecker, Alexis Martin Woodall, Kenneth Silverstein | Nomeado   |
| 2011 | Melhor Série de Comédia                          | Ryan Murphy, Brad Falchuk, Ian Brennan, Dante Di Loreto, Brad Buecker, Alexis Martin Woodall, Kenneth Silverstein | Nomeado   |
| 2011 | Melhor Actriz Secundária em uma Série de Comédia | Amber Riley | Nomeado   |
| 2012 | Melhor Actriz Secundária em uma Série de Comédia | Amber Riley | Pendente  |

## National Television Awards
| Ano  | Categoria       | Candidato(s) | Resultado |
| ---- | --------------- | ------------ | --------- |
| 2011 | Escolha Digital | Glee         | Nomeado   |

## Nickelodeon Australian Kids' Choice Awards
| Ano  | Categoria                   | Candidato(s)   | Resultado |
| ---- | --------------------------- | -------------- | --------- |
| 2010 | Banda Internacional Favrita | Elenco de Glee | Nomeado   |
| 2010 | Show da TV Favrito          | Glee           | Nomeado   |

## Peabody Awards
| Ano  | Categoria | Candidato(s) | Resultado |
| ---- | --------- | ------------ | --------- |
| 2010 | [ 54 ]    | Glee         | Venceu    |

## People's Choice Awards
Os People's Choice Awards reconhecem as pessoas e o trabalho da cultura popular, e são votados pelo públicos. Glee venceu "Nova Comédia Favorita da TV" em 2010, e foi nomeado para três prémios em 2011.
| Ano  | Categoria                        | Candidato(s)        | Resultado |
| ---- | -------------------------------- | ------------------- | --------- |
| 2010 | Nova Comédia Favorita da TV      | Glee                | Venceu    |
| 2011 | Nova Comédia Favorita da TV      | Glee                | Venceu    |
| 2011 | Estrela Convidada Favorita da TV | Britney Spears      | Nomeado   |
| 2011 | Estrela Convidada Favorita da TV | Neil Patrick Harris | Nomeado   |
| 2011 | Actor de Comédia Favorito da TV  | Matthew Morrison    | Nomeado   |
| 2011 | Actriz de Comédia Favorita da TV | Jane Lynch          | Venceu    |
| 2012 | Comédia Favorita da TV           | Glee                | Nomeado   |
| 2012 | Estrela Convidada Favorita da TV | Gwyneth Paltrow     | Nomeado   |
| 2012 | Estrela Convidada Favorita da TV | Kristin Chenoweth   | Nomeado   |
| 2012 | Actor de Comédia Favorito da TV  | Chris Colfer        | Nomeado   |
| 2012 | Actor de Comédia Favorito da TV  | Cory Monteith       | Nomeado   |
| 2012 | Atriz de Comédia Favorita da TV  | Jane Lynch          | Nomeado   |
| 2012 | Atriz de Comédia Favorita da TV  | Lea Michele         | Venceu    |

## PRISM Awards
| Ano  | Categoria        | Candidato(s)              | Episódio    | Resultado |
| ---- | ---------------- | ------------------------- | ----------- | --------- |
| 2010 | Série de Comédia | Elodie Kenee, Ryan Murphy | "Vitamin D" | Nomeado   |

## Producers Guild of America Awards
| Ano  | Categoria                                        | Candidato(s) | Resultado |
| ---- | ------------------------------------------------ | --- | --------- |
| 2011 | Melhor Produtor de Televisão Episódica - Comédia | Ryan Murphy, Brad Falchuk, Ian Brennan, Dante Di Loreto, Brad Buecker, Alexis Martin Woodall, Kenneth Silverstein | Nomeado   |
| 2012 | Melhor Produtor de Televisão Episódica - Comédia | Ian Brennan, Dante Di Loreto, Brad Falchuk, Ryan Murphy, Kenneth Silverstein                                      | Nomeado   |

## Satellite Awards

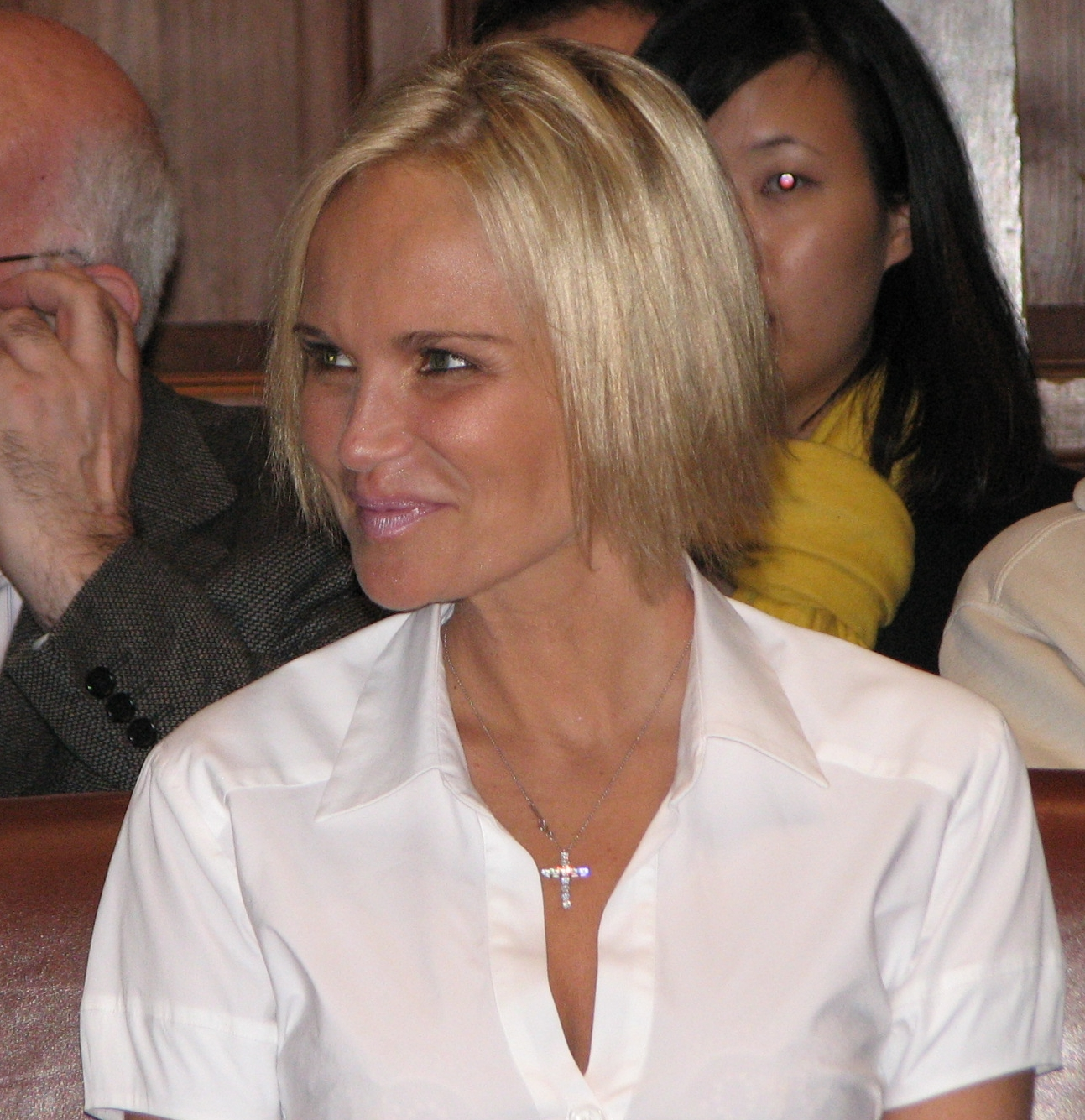
Kristin Chenoweth venceu "Melhor Estrela Convidada" nos Satellite Awards de 2009 pela sua performance no episódio da primeira temporada, "The Rhodes Not Taken".

Os Satellite Awards, antigamente conhecidos como os Golden Satellite Awards, dão prémios ao cinema e a televisão. Glee já ganhou cinco prémios.
| Ano  | Categoria                                      | Candidato(s)      | Resultado |
| ---- | ---------------------------------------------- | ----------------- | --------- |
| 2009 | Melhor Série de Comédia ou Musical             | ver abaixo        | Venceu    |
| 2009 | Melhor Actriz numa Série de Comédia ou Musical | Lea Michele       | Venceu    |
| 2009 | Melhor Actor numa Série de Comédia ou Musical  | Matthew Morrison  | Venceu    |
| 2009 | Melhor Actriz Secundária                       | Jane Lynch        | Venceu    |
| 2009 | Melhor Actor Secundário                        | Chris Colfer      | Nomeado   |
| 2009 | Melhor Estrela Convidada                       | Kristin Chenoweth | Venceu    |
| 2010 | Melhor Série de Comédia ou Musical             | ver abaixo        | Nomeado   |
| 2010 | Melhor Actriz numa Série de Comédia ou Musical | Lea Michele       | Nomeado   |
| 2010 | Melhor Actor numa Série de Comédia ou Musical  | Matthew Morrison  | Nomeado   |
| 2010 | Melhor Actriz Secundária                       | Jane Lynch        | Nomeado   |
| 2010 | Melhor Actor Secundário                        | Chris Colfer      | Nomeado   |

↑Candidatos para "Melhor Série de Comédia" em 2009  Ryan Murphy, Brad Falchuk, Ian Brennan, Dante Di Loreto, Brad Buecker, Alexis Martin Woodall, Kenneth Silverstein
↑Candidatos para "Melhor Série de Comédia" em 2010  Ryan Murphy, Brad Falchuk, Ian Brennan, Dante Di Loreto, Brad Buecker, Alexis Martin Woodall, Kenneth Silverstein

## Society of Operating Cameramen Lifetime Achievement Awards
| Ano  | Categoria                              | Candidato(s)    | Resultado |
| ---- | -------------------------------------- | --------------- | --------- |
| 2012 | Operador de Camâra de Televisão do Ano | Andrew Mitchell | Pendente  |

## Screen Actors Guild Awards
| Ano  | Categoria                                       | Candidato(s) | Resultado |
| ---- | ----------------------------------------------- | ------------ | --------- |
| 2010 | Performance de um Elenco numa Série de Comédia  | ver abaixo   | Venceu    |
| 2011 | Performance de um Actor numa Série de Comédia   | Chris Colfer | Nomeado   |
| 2011 | Performance de uma Actriz numa Série de Comédia | Jane Lynch   | Nomeado   |
| 2011 | Performance de um Elenco numa Série de Comédia  | ver abaixo   | Nomeado   |
| 2012 | Performance de um Elenco numa Série de Comédia  | ver abaixo   | Nomeado   |
| 2013 | Performance de um Elenco numa Série de Comédia  | ver abaixo   | Pendente  |

↑Candidatos a "Performance de um Elenco em uma Série de Comédia" em 2010  Dianna Agron, Chris Colfer, Patrick Gallagher, Jessalyn Gilsig, Jane Lynch, Jayma Mays, Kevin McHale, Lea Michele, Cory Monteith, Heather Morris, Matthew Morrison, Amber Riley, Naya Rivera, Mark Salling, Harry Shum, Jr., Josh Sussman, Dijon Talton, Iqbal Theba, Jenna Ushkowitz
↑Candidatos a "Performance de um Elenco em uma Série de Comédia" em 2011  Max Adler, Dianna Agron, Chris Colfer, Jane Lynch, Jayma Mays, Kevin McHale, Lea Michele, Cory Monteith, Heather Morris, Matthew Morrison, Mike O'Malley, Amber Riley, Naya Rivera, Mark Salling, Harry Shum, Jr., Iqbal Theba, Jenna Ushkowitz
↑Candidatos a "Performance de um Elenco em uma Série de Comédia" em 2012  Dianna Agron, Chris Colfer, Darren Criss, Ashley Fink, Dot-Marie Jones, Jane Lynch, Jayma Mays, Kevin McHale, Lea Michele, Cory Monteith, Heather Morris, Matthew Morrison, Mike O'Malley, Chord Overstreet, Lauren Potter, Amber Riley, Naya Rivera, Mark Salling, Harry Shum, Jr., Iqbal Theba, Jenna Ushkowitz
↑Candidatos a "Performance de um Elenco em uma Série de Comédia" em 2012  Dianna Agron, Chris Colfer, Darren Criss, Samuel Larsen, Vanessa Lengies, Jane Lynch, Jayma Mays, Kevin McHale, Lea Michele, Cory Monteith, Heather Morris, Matthew Morrison, Alex Newell, Chord Overstreet, Amber Riley, Naya Rivera, Mark Salling, Harry Shum, Jr., Jenna Ushkowitz

## TCA Awards
| Ano  | Categoria                    | Candidato(s) | Resultado |
| ---- | ---------------------------- | ------------ | --------- |
| 2010 | Melhor Programa Novo         | Glee         | Venceu    |
| 2010 | Melhor Realização em Comédia | Glee         | Nomeado   |
| 2010 | Programa do Ano              | Glee         | Venceu    |
| 2010 | Melhor Realização em Comédia | Jane Lynch   | Venceu    |

## Teen Choice Awards

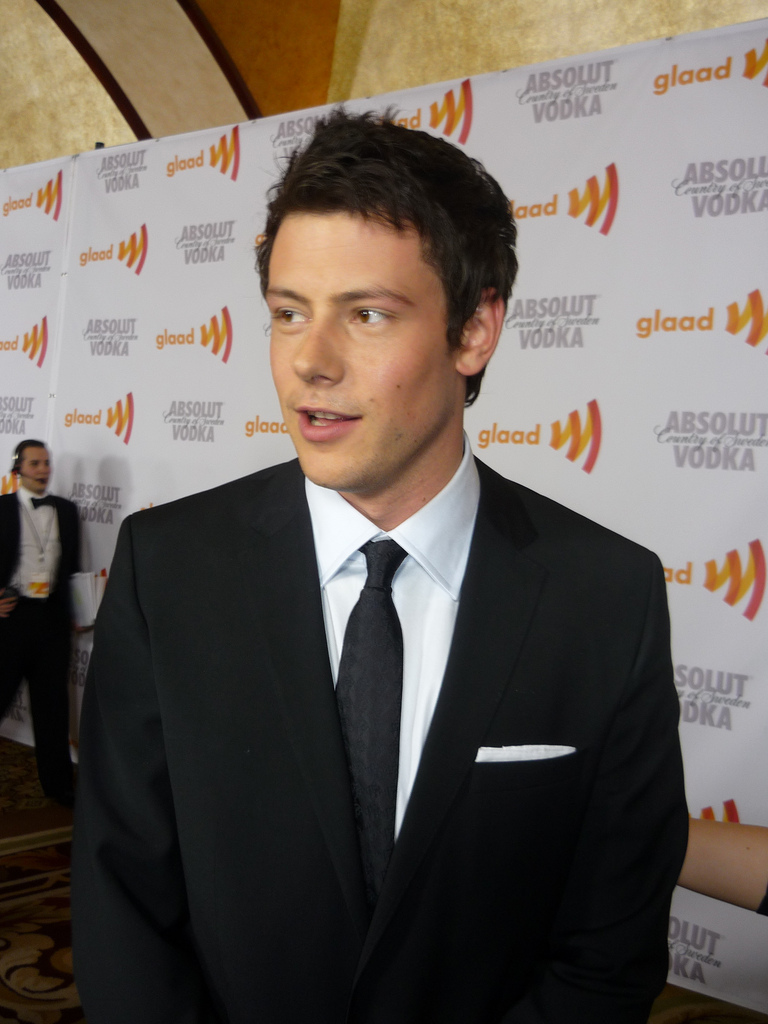
Cory Monteith já recebeu duas nomeações aos Teen Choice Awards.

Os Teen Choice Awards são votados por adolescentes. Glee foi nomeado para três prémios em 2009, treze em 2010, e sete em 2011.
| Ano  | Categoria                   | Candidato(s)     | Resultado |
| ---- | --------------------------- | ---------------- | --------- |
| 2009 | Série Revelação             | Glee             | Nomeado   |
| 2009 | Estrela Revelação Feminina  | Lea Michele      | Nomeado   |
| 2009 | Estrela Revelação Masculina | Cory Monteith    | Nomeado   |
| 2010 | Show de Comédia             | Glee             | Venceu    |
| 2010 | Actor de Comédia            | Cory Monteith    | Nomeado   |
| 2010 | Actriz de Comédia           | Lea Michele      | Nomeado   |
| 2010 | Vilão da TV                 | Jane Lynch       | Nomeado   |
| 2010 | Grupo Musical               | Elenco de Glee   | Nomeado   |
| 2010 | Ladra de Cena Feminina      | Amber Riley      | Nomeado   |
| 2010 | Ladrão de Cena Masculino    | Chris Colfer     | Venceu    |
| 2010 | Ladrão de Cena Masculino    | Matthew Morrison | Nomeado   |
| 2010 | Estrela Revelação Feminina  | Dianna Agron     | Nomeado   |
| 2010 | Estrela Revelação Masculina | Mark Salling     | Nomeado   |
| 2010 | Estrela Revelação Masculina | Kevin McHale     | Nomeado   |
| 2010 | Unidade Parental da TV      | Mike O'Malley    | Venceu    |
| 2010 | Mais Fãs Fanáticos          | Glee             | Nomeado   |
| 2011 | Show de Comédia             | Glee             | Venceu    |
| 2011 | Actor de Comédia            | Cory Monteith    | Venceu    |
| 2011 | Ladrão de Cena Masculina    | Mark Salling     | Nomeado   |
| 2011 | Ladrão de Cena Masculina    | Chris Colfer     | Nomeado   |
| 2011 | Ladra de Cena Feminina      | Dianna Agron     | Nomeado   |
| 2011 | Ladra de Cena Feminina      | Amber Riley      | Nomeado   |
| 2011 | Grupo Musical               | Elenco de Glee   | Nomeado   |
| 2011 | Vilão da TV                 | Jane Lynch       | Nomeado   |
| 2011 | Estrela Revelação           | Darren Criss     | Venceu    |
| 2012 | Show de Comédia             | Glee             | Venceu    |
| 2012 | Ladra de Cena Feminina      | Dianna Agron     | Nomeado   |
| 2012 | Melhor Actor de Comédia     | Chris Colfer     | Venceu    |
| 2012 | Melhor Actriz de Comédia    | Lea Michele      | Venceu    |

## Television Academy Honors
| Ano  | Categoria                 | Candidato(s)               | Episódio | Resultado |
| ---- | ------------------------- | -------------------------- | -------- | --------- |
| 2010 | Televisão Com Consciência | Paris Barclay, Ryan Murphy | "Wheels" | Venceu    |

## TV ChoiceAwards
| Ano  | Categoria         | Candidato(s) | Resultado |
| ---- | ----------------- | ------------ | --------- |
| 2010 | Melhor Novo Drama | Glee         | Venceu    |

## TV Land Awards
| Ano  | Categoria       | Candidato(s) | Resultado |
| ---- | --------------- | ------------ | --------- |
| 2010 | Futuro Clássico | Glee         | Venceu    |

## VH1 Do Something Awards
| Ano  | Categoria            | Candidato(s) | Resultado |
| ---- | -------------------- | ------------ | --------- |
| 2010 | Do Something TV Show | Glee         | Venceu    |

## WIN Awards
| Ano  | Categoria                          | Candidato(s) | Resultado |
| ---- | ---------------------------------- | --- | --------- |
| 2010 | Televisão Produzida por uma Mulher | Alexis Martin Woodall                                                                                             | Venceu    |
| 2010 | Série de Comédia                   | Ryan Murphy, Brad Falchuk, Ian Brennan, Dante Di Loreto, Brad Buecker, Alexis Martin Woodall, Kenneth Silverstein | Nomeado   |
| 2010 | Actriz de Série de Comédia         | Jane Lynch | Nomeado   |

## Writers Guild of America Awards
| Ano  | Categoria        | Candidato(s)                           | Resultado |
| ---- | ---------------- | -------------------------------------- | --------- |
| 2010 | Série de Comédia | Ian Brennan, Brad Falchuk, Ryan Murphy | Nomeado   |
| 2010 | Nova Série       | Ian Brennan, Brad Falchuk, Ryan Murphy | Nomeado   |
| 2011 | Série de Comédia | Ian Brennan, Brad Falchuk, Ryan Murphy | Nomeado   |